# Tess Coady
Tess Coady (* 2. November 2000 in Melbourne) ist eine australische Snowboarderin. Sie startet in den Freestyledisziplinen.

## Werdegang
Coady nimmt seit 2013 an Wettbewerben der Ticket to Ride World Snowboard Tour und der FIS teil. Dabei holte sie im August 2014 beim Australian Rookie Fest 2014 in Thredbo im Slopestyle ihren ersten Sieg. Zu Beginn der Saison 2016/17 siegte sie im Slopestyle bei den nationalen Juniorenmeisterschaften in Thredbo und errang beim Thredbo Slopestyle den dritten und beim Thredbo Big Air den zweiten Platz. Ihr Debüt im Snowboard-Weltcup hatte sie im Februar 2017 in Mammoth, welches sie auf dem sechsten Platz im Slopestyle beendete. Beim Saisonhöhepunkt den Snowboard-Weltmeisterschaften 2017 in Sierra Nevada kam sie auf den 21. Platz im Big Air und auf den 11. Rang im Slopestyle. Im März 2017 wurde sie beim Spring Battle in Flachauwinkl Zweite im Slopestyle. Bei den Snowboard-Juniorenweltmeisterschaften 2017 in Špindlerův Mlýn holte sie jeweils die Goldmedaille im Slopestyle und im Big Air. Im Januar 2018 erreichte sie in Snowmass mit dem dritten Platz im Slopestyle ihre erste Podestplatzierung im Weltcup. Nach Platz 11 im Big Air in Modena zu Beginn der Saison 2019/20, holte sie im Slopestyle auf der Seiser Alm ihren ersten Weltcupsieg und errang damit den achten Platz im Slopestyle-Weltcup.
In der Saison 2020/21 holte Coady bei den Snowboard-Weltmeisterschaften 2021 die Bronzemedaille im Slopestyle. Zudem errang sie im Weltcup zweimal den dritten Platz im Slopestyle und erreichte damit den sechsten Platz im Freestyle-Weltcup und den dritten Rang im Slopestyle-Weltcup. In der folgenden Saison siegte sie im Slopestyle beim Weltcup in Laax und errang im Big Air beim Spring Battle in Flachauwinkl den zweiten Platz. Beim Saisonhöhepunkt, den Olympischen Winterspielen 2022 in Peking, holte sie die Bronzemedaille im Slopestyle. Zudem wurde sie dort Neunte im Big Air.

## Weltcupsiege
| Nr. | Datum           | Ort        | Disziplin  |
| --- | --------------- | ---------- | ---------- |
| 1.  | 23. Januar 2020 | Seiser Alm | Slopestyle |
| 2.  | 15. Januar 2022 | Laax       | Slopestyle |